# Il foglio (mensile)
il foglio è stato un mensile italiano di informazione e cultura, pubblicato a Torino per dieci numeri l'anno dal 1971 al 2023. La testata ha volutamente tutti i caratteri in minuscolo. Con il numero 500 ha cessato le pubblicazioni cartacee e da gennaio 2024 si presenta come blog.

## Storia editoriale
Nato nel febbraio 1971 sulla spinta del confronto scaturito dal Concilio Vaticano II, si autodefiniva "mensile di alcuni cristiani torinesi".
Occupandosi negli anni '70 di rileggere e documentare i movimenti interni alla Chiesa cattolica e in particolare alla diocesi di Torino, non ha però rifuggito dall'affrontare i temi di attualità più scottanti, come le problematiche legate alle guerre e alla nonviolenza.
Nel corso degli anni è stato uno dei riferimenti nel mondo della comunicazione per esperienze come quella dei preti operai e per movimenti come le Acli e la Gioc cittadini.
Politicamente si autodefinisce di sinistra, ma senza collateralità con alcun partito e con posizioni anche divergenti all'interno della stessa redazione sui temi rilevanti nella città, come la gestione dei XX Giochi olimpici invernali o il movimento NO TAV.
All'interno della redazione e anche nel blog è presente uno dei fondatori (Enrico Peyretti).
La redazione sceglieva il direttore, e ora il coordinatore del blog. Attualmente l'incarico è ricoperto da Antonello Ronca, insegnante.
Il mensile cartaceo è sempre stato distribuito esclusivamente per abbonamento. Una selezione del mensile cartaceo è presente come archivio nell'attuale blog.